# Liste der Biografien/Berg
Liste der Biografien |
Portal Biografien |
Personensuche
# |
A |
B |
C |
D |
E |
F |
G |
H |
I |
J |
K |
L |
M |
N |
O |
P |
Q |
R |
S |
T |
U |
V |
W |
X |
Y |
Z |
?
 
Ba |
Be |
Bd |
Bg |
Bh |
Bi |
Bj |
Bl |
Bm |
Bn |
Bo |
Br |
Bs |
Bu |
Bw |
By |
Bz
 
Bea–Beb |
Bec |
Bed |
Bee |
Bef |
Beg |
Beh |
Bei |
Bej |
Bek |
Bel |
Bem |
Ben |
Beo |
Bep |
Beq |
Ber |
Bes |
Bet |
Beu |
Bev |
Bew |
Bex |
Bey |
Bez
 
Bera |
Berb |
Berc |
Berd |
Bere |
Berf |
Berg |
Berh |
Beri |
Berj |
Berk |
Berl |
Berm |
Bern |
Bero |
Berq |
Berr |
Bers |
Bert |
Beru |
Berv |
Berw |
Berx |
Bery |
Berz
 
Berga |
Bergb |
Bergc |
Bergd |
Berge |
Bergf |
Bergg |
Bergh |
Bergi |
Bergj |
Bergk |
Bergl |
Bergm |
Bergn |
Bergo |
Bergq |
Bergr |
Bergs |
Bergt |
Bergu |
Bergv |
Bergw
Die Liste der Biografien führt alle Personen auf, die in der deutschsprachigen Wikipedia einen Artikel haben. Dieses ist eine Teilliste mit 371 Einträgen von Personen, deren Namen mit den Buchstaben „Berg“ beginnt.

## Berg

### Berg, A
- Berg, Achim (* 1964), deutscher Manager
- Berg, Adam (1540–1610), bayerischer Hofdrucker
- Berg, Ahasverus van den (1733–1807), niederländischer reformierter Theologe und Dichter
- Berg, Aina (1902–1992), schwedische Freistilschwimmerin
- Berg, Airan (* 1961), israelisch-österreichischer Theaterregisseur und Kulturmanager
- Berg, Åke (* 1924), schwedischer Diplomat, Botschafter in Bulgarien
- Berg, Aki-Petteri (* 1977), finnischer Eishockeyspieler
- Berg, Alan (1934–1984), US-amerikanischer Radiomoderator
- Berg, Alban (1885–1935), österreichischer Komponist der Zweiten Wiener SchuleAlban Berg (1885–1935)

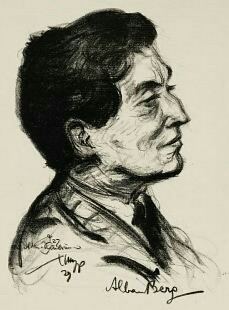
Alban Berg (1885–1935)

- Berg, Albert (1825–1884), deutscher Landschaftsmaler und Museumsdirektor
- Berg, Albert (1832–1916), schwedischer Landschafts- und Marinemaler der Düsseldorfer Schule
- Berg, Albert (1901–1973), deutscher Politiker (SPD, DFU), MdHB
- Berg, Albert van den (* 1957), niederländischer Physiker
- Berg, Alec, US-amerikanischer Filmproduzent, Filmregisseur und Drehbuchautor schwedischer Abstammung
- Berg, Alexander (* 1911), deutscher Mediziner und Medizinhistoriker
- Berg, Alfons (* 1955), deutscher Fußballschiedsrichter
- Berg, Alfred (1876–1945), deutscher Lehrer und Schriftsteller
- Berg, Allen (* 1961), kanadischer Formel-1-Rennfahrer
- Berg, Almut (1938–2022), deutsche Schauspielerin
- Berg, Aloys (* 1946), deutscher Sportmediziner
- Berg, Amy (* 1968), US-amerikanische Filmemacherin
- Berg, Andrea (* 1966), deutsche SchlagersängerinAndrea Berg (* 1966)

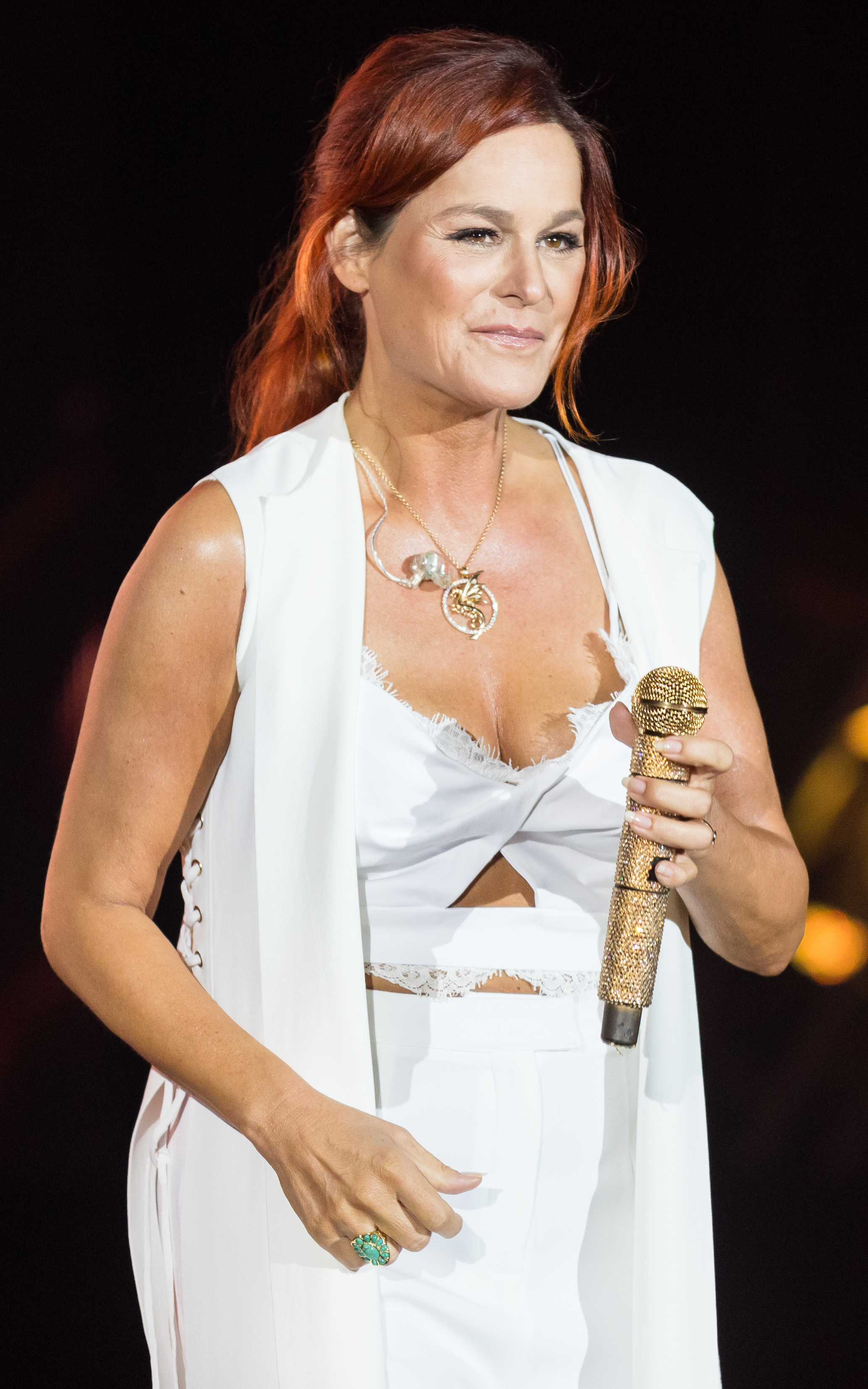
Andrea Berg (* 1966)

- Berg, Andrea (* 1981), deutsche Volleyball-Nationalspielerin
- Berg, Andreas (1957–2020), deutscher Brigadegeneral
- Berg, Andreas (* 1974), deutscher Theater- und Filmschauspieler
- Berg, Andreas (* 1992), schwedischer Handballspieler
- Berg, Andreas Georg (* 1959), deutscher Fernsehjournalist und Lyriker
- Berg, Anke am (* 1966), deutsche Illustratorin
- Berg, Anna von (* 1974), deutsche Schauspielerin
- Berg, Ans van den (1873–1942), niederländische Malerin und Zeichnerin
- Berg, Anton Philipp (1795–1866), deutscher Sänger (Bariton) und Theaterschauspieler
- Berg, Armin (1883–1956), österreichischer Kabarettist, Komponist, Pianist, Schriftsteller und SchauspielerArmin Berg (1883–1956)

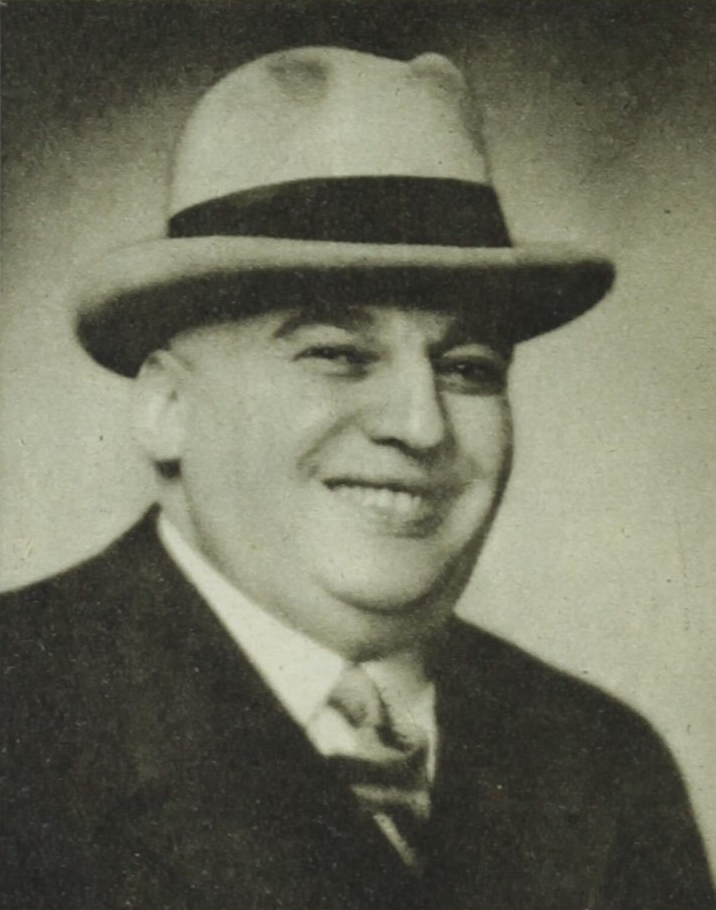
Armin Berg (1883–1956)

- Berg, Arne (1909–1997), schwedischer Radrennfahrer
- Berg, Arnoud van den (* 1971), niederländischer Jazz- und Bluesmusiker (Kontrabass, Komposition)
- Berg, Arthur (1889–1947), deutscher Hofbeamter
- Berg, Athit (* 1998), norwegisch-thailändischer Fußballspieler
- Berg, Aud Kari (* 1976), norwegische Radrennfahrerin
- Berg, Axel (* 1951), deutscher Botschafter
- Berg, Axel (* 1959), deutscher Politiker (SPD), MdB
- Berg, Axel Iwanowitsch (1893–1979), russischer Wissenschaftler und Marineoffizier
- Berg, Axel von (* 1961), deutscher Prähistoriker und Landesarchäologe

### Berg, B
- Berg, Bart van den (* 1993), niederländischer Tennisspieler
- Berg, Bengt (1885–1967), schwedischer Tierfotograf und Schriftsteller
- Berg, Bernard (1871–1949), US-amerikanischer Turner
- Berg, Bernard (1931–2019), luxemburgischer Politiker
- Berg, Bernhard Sigismund von († 1753), preußischer Oberst und Chef des Magdeburger Land-Regiments
- Berg, Bill (* 1967), kanadischer Eishockeyspieler
- Berg, Birte (* 1958), dänische Schauspielerin
- Berg, Björn (1923–2008), schwedischer Zeichner, Maler und Grafiker
- Berg, Björn (* 1972), schwedischer Beachvolleyballspieler
- Berg, Bob (1951–2002), US-amerikanischer Jazzmusiker (Saxophon, Komposition)Bob Berg (1951–2002)

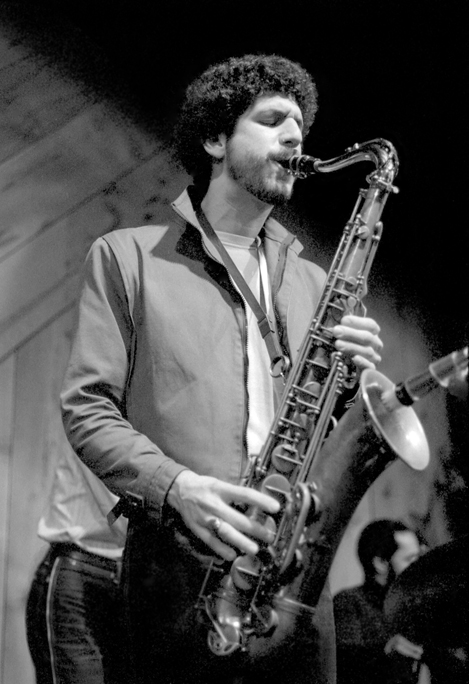
Bob Berg (1951–2002)

- Berg, Bolette (1872–1944), norwegische Fotografin und Verlegerin
- Berg, Brigitte van den (* 1989), niederländische Politikerin

### Berg, C
- Berg, Calvin, neuseeländischer Fußballschiedsrichter
- Berg, Carina (* 1977), schwedische Hörfunk- und Fernsehmoderatorin
- Berg, Carl (1851–1906), deutscher Unternehmer und Luftschiffbauer
- Berg, Carl Friedrich (1774–1835), deutscher Pharmazeut
- Berg, Carl Friedrich Wilhelm (1793–1825), deutscher Landwirt und Sachbuchautor
- Berg, Carl Heinrich Edmund von (1800–1874), deutscher Forstwissenschaftler
- Berg, Carlos (1843–1902), deutschbaltisch-argentinischer Entomologe, Botaniker, Paläontologe und Museumsdirektor
- Berg, Carsten (* 1959), deutscher Schriftsteller
- Berg, Christa (* 1940), deutsche Erziehungswissenschaftlerin und Bildungshistorikerin
- Berg, Christen (1829–1891), dänischer Politiker, Mitglied des Folketing
- Berg, Christian (1908–1990), deutscher evangelisch-lutherischer Geistlicher
- Berg, Christian (1966–2022), deutscher Autor von Kindermusicals
- Berg, Christiane (* 1957), deutsche Agraringenieurin und Politikerin (CDU), MdL
- Berg, Christin (* 1982), deutsche Künstlerin
- Berg, Chuck († 2016), US-amerikanischer Filmwissenschaftler, Jazzmusiker und -Autor
- Berg, Claes (1886–1959), schwedischer Fußballspieler
- Berg, Claudia (* 1976), deutsche Grafikerin und Malerin
- Berg, Claus (* 1475), niederdeutscher Bildschnitzer
- Berg, Claus C. (1937–2020), deutscher Wirtschaftswissenschaftler
- Berg, Cornelis Christiaan (1900–1990), niederländischer Indonesist
- Berg, Cornelis Christiaan (1934–2012), niederländischer Botaniker

### Berg, D
- Berg, Dave (1920–2002), US-amerikanischer Comiczeichner
- Berg, David (1919–1994), US-amerikanischer Prediger, Gründer der Children of GodDavid Berg (1919–1994)

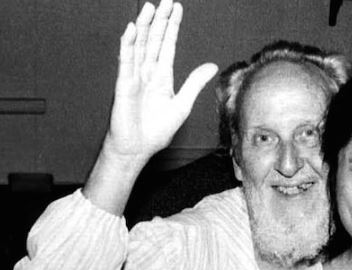
David Berg (1919–1994)

- Berg, Detlef (* 1943), deutscher Pädagogischer Psychologe und Professor
- Berg, Detlof von (* 1940), deutscher Diplomat
- Berg, Dieter (* 1944), deutscher Historiker
- Berg, Dieter (* 1966), deutscher Boxer
- Berg, Dietrich (* 1935), deutscher Gynäkologe und Geburtshelfer
- Berg, Dirk van den (* 1966), deutscher Filmregisseur, Drehbuchautor und Filmproduzent

### Berg, E
- Berg, Eero (1898–1969), finnischer Leichtathlet
- Berg, Elisabeth van den († 1619), niederländische Gastwirtin
- Berg, Ellen (* 1969), deutsche Schriftstellerin
- Berg, Else (1877–1942), niederländische Malerin
- Berg, Emanuel (* 1981), schwedischer Schachspieler
- Berg, Emil (1874–1957), deutscher Politiker, Bürgermeister von Freising
- Berg, Emil (* 1887), deutscher Politiker (DNVP)
- Berg, Eric (1945–2020), US-amerikanischer Bildhauer
- Berg, Erik (* 1988), schwedischer Fußballspieler
- Berg, Ernst (* 1947), niederländischer Unternehmer und Autorennfahrer
- Berg, Ernst (* 1948), deutscher Agrarökonom
- Berg, Ernst Julius (1871–1941), US-amerikanischer Radiopionier
- Berg, Ernst van den (1915–1989), niederländischer Hockeyspieler
- Berg, Erwin (1954–2015), deutscher Fußballspieler
- Berg, Espen (* 1983), norwegischer Jazzmusiker (Piano, Komposition)
- Berg, Eugen (1855–1919), deutsch-baltischer Pastor
- Berg, Eva-Maria (* 1949), deutsche Schriftstellerin und Lyrikerin

### Berg, F
- Berg, Fedor (1846–1925), deutscher Unternehmer
- Berg, Felicitas (1909–1989), deutsche römisch-katholische Ordensschwester und erste Äbtissin der Abtei Mariendonk
- Berg, Felix (* 1980), deutscher professioneller Kletterer und Bergsteiger
- Berg, Ferdinand (1852–1924), deutscher Verwaltungsbeamter
- Berg, Francis van den (1935–1976), deutsche römisch-katholische Ordensfrau, Missionarin und Märtyrin
- Berg, Franz (1753–1821), deutscher katholischer Theologe und Historiker
- Berg, Franz Daniel (1599–1658), deutscher lutherischer Theologe und Generalsuperintendent der Generaldiözese Grubenhagen und auf dem Harz
- Berg, Franz von (1831–1902), bayerischer Generalleutnant
- Berg, Franz-Josef (* 1957), deutscher Politiker (CDU), MdL
- Berg, Franziska (1813–1893), deutsche Sängerin und Schauspielerin
- Berg, Friedrich (1930–2023), österreichischer Prähistoriker und Landeskonservator
- Berg, Friedrich Adolf von (1798–1889), deutscher Jurist und Politiker
- Berg, Friedrich Reinhold von (1736–1809), livländischer Baron
- Berg, Friedrich von (1866–1939), deutscher Beamter und Politiker, Chef des Geheimen Zivilkabinetts Kaiser Wilhelms II.Friedrich von Berg (1866–1939)

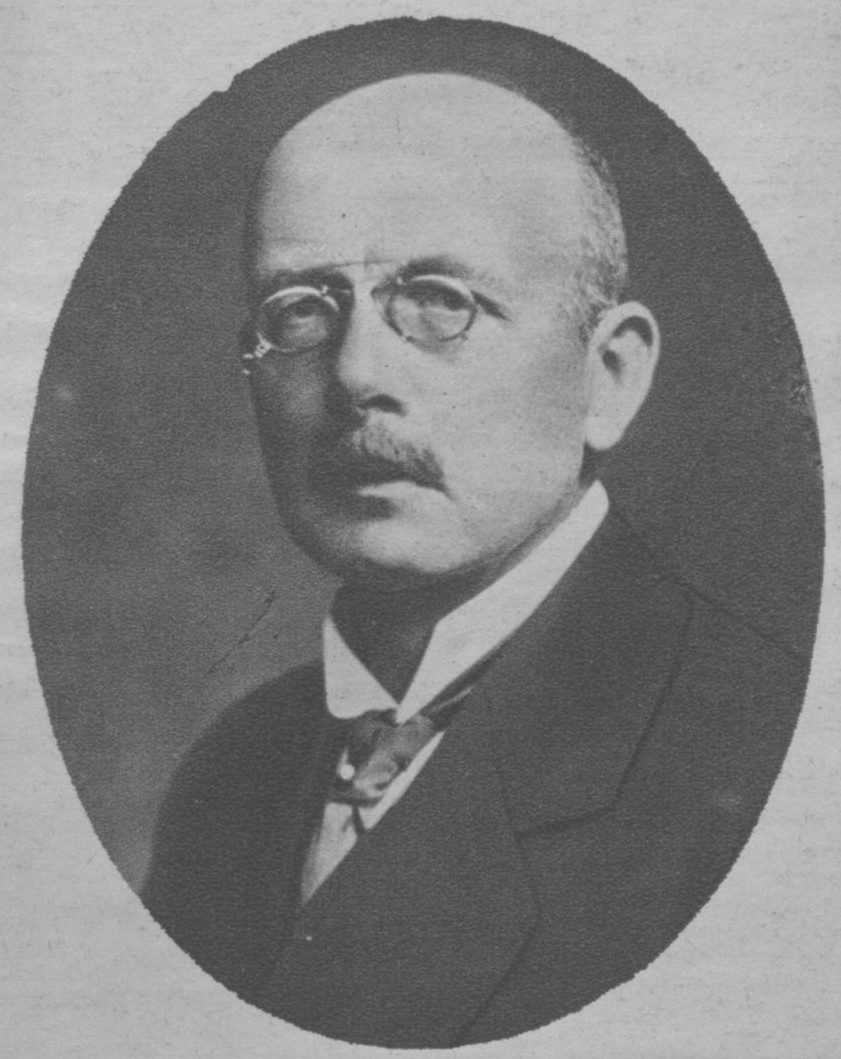
Friedrich von Berg (1866–1939)

- Berg, Friedrich Wilhelm Rembert von (1794–1874), russischer Feldmarschall
- Berg, Fritz (1901–1979), deutscher Unternehmer, 1. BDI-Vorsitzender nach 1945
- Berg, Frode (* 1971), norwegischer Bassist

### Berg, G
- Berg, Gabriele (* 1963), deutsche Biologin und Hochschullehrerin
- Berg, Geir Inge (* 1979), norwegischer Bahn- und Straßenradrennfahrer
- Berg, Geir Ove (* 1947), norwegischer Skispringer, Skisprungtrainer und Sportfunktionär
- Berg, Georg (1910–1985), deutscher Kommunal- und Landespolitiker (CDU)
- Berg, Georg (* 1944), deutscher Politiker (STATT Partei), MdHB
- Berg, Georg Dominikus (1798–1837), deutscher Theologe und Hochschullehrer
- Berg, Georg Ernst Wilhelm (1876–1946), deutscher Geologe und Mineraloge
- Berg, Gerard J. van den (* 1962), niederländischer Wirtschaftswissenschaftler
- Berg, Gert van den (* 1903), niederländischer Radrennfahrer
- Berg, Gertrude (1899–1966), amerikanische Schauspielerin, Drehbuchautorin und Produzentin
- Berg, Gijsbertus Johannus van den (1769–1817), niederländischer Porträt- und Miniaturmaler, Kopist und Kunstlehrer
- Berg, Gillian van den (* 1971), niederländische Wasserballspielerin
- Berg, Golo (* 1968), deutscher Dirigent
- Berg, Göran (* 1940), schwedischer Diplomat, Botschafter in Belgien, Italien und Syrien
- Berg, Gregor von (1765–1838), russischer General der Infanterie
- Berg, Gretchen J. (* 1971), US-amerikanische Drehbuchautorin und Fernsehproduzentin
- Berg, Guido van den (1975–2019), deutscher Politiker (SPD), MdL
- Berg, Gunnar (1863–1893), norwegischer Maler
- Berg, Gunnar (1907–1974), deutscher Internist und Nationalsozialist schwedischer Herkunft
- Berg, Gunnar (1909–1989), dänischer Komponist
- Berg, Gunnar (* 1940), deutscher Physiker
- Berg, Günter (* 1959), deutscher Verleger und Literaturagent
- Berg, Günther von (1765–1843), deutscher Politiker

### Berg, H
- Berg, Hadley (* 1996), US-amerikanische Tennisspielerin
- Berg, Hans (1877–1958), deutscher Jurist
- Berg, Hans Christoph (* 1936), deutscher Psychologe, Schulpädagoge und Didaktiker
- Berg, Hans Heinrich (1889–1968), deutscher Gastroenterologe und Hochschullehrer
- Berg, Hans Walter (1916–2003), deutscher Auslandskorrespondent der ARD in Asien
- Berg, Hans-Joachim (* 1948), deutscher Politiker (AfD), MdA
- Berg, Hans-Walter (1931–2021), deutscher Musikwissenschaftler und Musikpädagoge
- Berg, Hartmut (* 1936), deutscher Wirtschaftswissenschaftler
- Berg, Heinrich (1893–1954), deutscher Politiker der CDU
- Berg, Heldemarus (1909–1943), deutscher römisch-katholischer Ordensmann, Missionar und Märtyrer
- Berg, Helene (1885–1976), österreichische Ehefrau des Komponisten Alban BergHelene Berg (1885–1976)

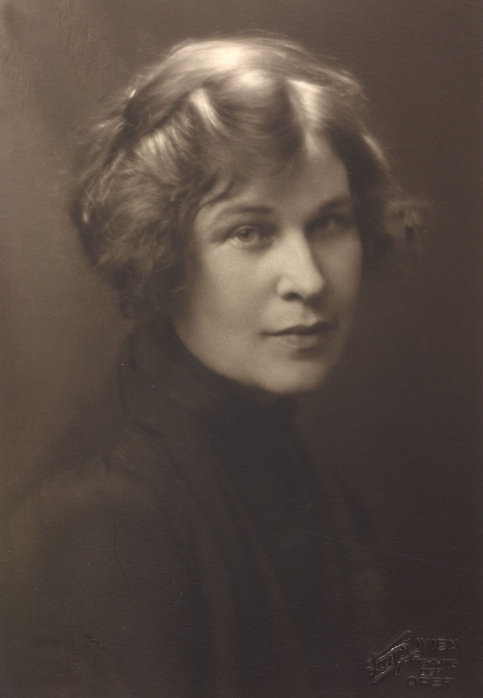
Helene Berg (1885–1976)

- Berg, Helene (1906–2006), deutsche KPD- und SED-Funktionärin, Direktorin des Instituts für Gesellschaftswissenschaften beim ZK der SED
- Berg, Hellmut (1908–1960), deutscher Geophysiker und Meteorologe
- Berg, Henning (* 1954), deutscher Jazzposaunist und Komponist
- Berg, Henning (* 1969), norwegischer Fußballspieler und -trainer
- Berg, Henning von (* 1961), deutscher Fotograf
- Berg, Henryk (1927–1995), deutscher Grafiker, Fotomontagekünstler, Karikaturist und Pressezeichner
- Berg, Herbert (1905–1988), deutscher Chemiker und Vorstandsrats-Vorsitzender des Deutschen Museums
- Berg, Herbert (1910–1938), deutscher Automobilrennfahrer
- Berg, Hermann (1905–1982), deutscher Politiker (FDP, FVP, DP), MdB
- Berg, Hermann (1911–1988), deutscher katholischer Theologe und Prälat
- Berg, Hermann von (1881–1964), deutscher Architekt
- Berg, Hermann von (1933–2019), deutscher Geheimdiplomat der DDR und Stasi-Agent
- Berg, Hetty (* 1961), niederländische Kuratorin und Museumsmanagerin
- Berg, Hilde (1957–2024), norwegische Filmproduzentin
- Berg, Holger (* 1950), deutscher Theaterregisseur
- Berg, Horst (1941–2022), deutscher Fußballspieler
- Berg, Howard C. (1934–2021), US-amerikanischer Biophysiker

### Berg, I
- Berg, Inger-Kristin (* 1968), kanadische Biathletin
- Berg, Insoo Kim (1934–2007), US-amerikanische Psychotherapeutin, Autorin und Entwicklerin
- Berg, Irmlind (* 1941), deutsche Politikerin (SPD), MdL
- Berg, Isabel van den (* 2005), niederländische Sprinterin
- Berg, Isak Albert (1803–1886), schwedischer Tenor, Gesangslehrer und Komponist

### Berg, J
- Berg, Jackie (1909–1991), britischer Boxer
- Berg, Jacobus Everhardus Josephus van den (1802–1861), niederländischer Maler und Kunstpädagoge
- Berg, Jacomina van den (1909–1996), niederländische Turnerin
- Berg, Jakob Friedrich von (1734–1797), preußischer Generalmajor, Chef des Kürassierregiments Nr. 12
- Berg, Jan Niklas (* 1988), deutscher Filmschauspieler
- Berg, Jeen van den (1928–2014), niederländischer Eisschnellläufer
- Berg, Jens Christian (1775–1852), norwegischer Jurist und Historiker
- Berg, Jeremy M. (* 1958), US-amerikanischer Biochemiker
- Berg, Jimmy (1909–1988), austroamerikanischer Komponist und Textdichter
- Berg, Jo van den (* 1953), belgischer Fotograf und Filmregisseur
- Berg, Joakim (* 1970), schwedischer SängerJoakim Berg (* 1970)

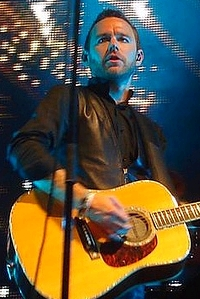
Joakim Berg (* 1970)

- Berg, Jobst von (* 1962), deutscher Künstler
- Berg, Jochen (1948–2009), deutscher Schriftsteller
- Berg, Johann (1902–1967), deutscher Gartenarchitekt
- Berg, Johann Peter (1737–1800), deutscher evangelischer Theologe und Orientalist
- Berg, Johannes (1958–2001), deutscher Politiker (CDU), MdL
- Berg, Johannes (* 1969), deutscher Jurist und Richter am Bundesgerichtshof
- Berg, John (1949–2007), US-amerikanischer Schauspieler
- Berg, John Marcus (* 1970), US-amerikanischer römisch-katholischer Priester, Generaloberer der Priesterbruderschaft St. PetrusJohn Marcus Berg (* 1970)

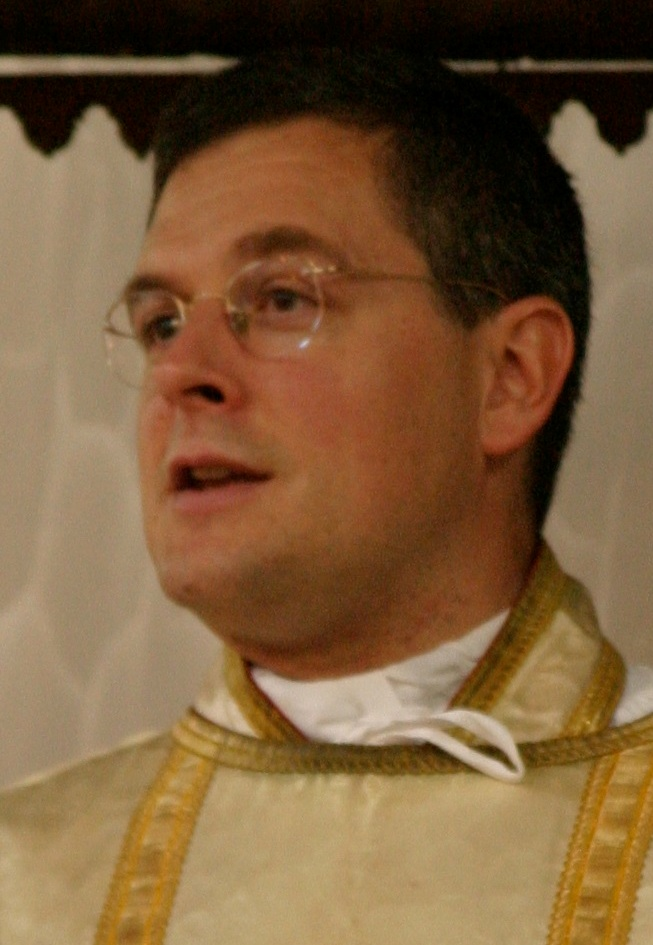
John Marcus Berg (* 1970)

- Berg, Jonas (* 1984), schwedischer Tennisspieler
- Berg, Jonatan (* 1985), schwedischer Fußballspieler
- Berg, Jörg Maria (1930–2025), österreichischer Schlagersänger und Schauspieler
- Berg, Jörg van den (* 1965), deutscher Ausstellungsmacher und Kunstwissenschaftler
- Berg, Josef (1903–1967), deutscher Buchhändler, Verleger und Kulturfunktionär
- Berg, Josef (1927–1971), tschechischer Komponist
- Berg, Josef (1936–2023), deutscher Fußballspieler
- Berg, Julia van den (* 1982), deutsche Fußballspielerin
- Berg, Julie Aspelund (* 1993), norwegische Handballspielerin
- Berg, Julius van den (* 1996), niederländischer Radrennfahrer

### Berg, K
- Berg, Kåre (1932–2021), norwegischer Skispringer
- Berg, Karen (1906–1995), dänische Schauspielerin
- Berg, Karen van den (* 1963), deutsche Kunsthistorikerin und Ausstellungsmacherin
- Berg, Karl (1826–1887), Senator und Bürgermeister von Frankfurt am Main
- Berg, Karl (1868–1936), deutscher Rechtsmediziner
- Berg, Karl (1888–1961), deutscher Politiker (SPD), MdL
- Berg, Karl (1908–1997), österreichischer römisch-katholischer Geistlicher, Erzbischof von Salzburg
- Berg, Karl (1921–2007), deutscher Fußballspieler
- Berg, Karl (1925–2007), deutscher Autor
- Berg, Karl Ludwig (1764–1824), württembergischer Landtagsabgeordneter
- Berg, Karl Peter (1907–1949), deutscher SS-Unterscharführer, Kommandant der Durchgangslager Schoorl und Amersfoort
- Berg, Karl von (1810–1894), deutscher Politiker und oldenburgischer Ministerpräsident
- Berg, Karl von (1837–1921), deutscher evangelischer Theologe und Generalsuperintendent
- Berg, Karoline Friederike von (1760–1826), deutsche Hofdame und Salonniére
- Berg, Katja, deutsche Sängerin, Musicaldarstellerin und Schauspielerin
- Berg, Kirsten Bråten (* 1950), norwegische Folk-Sängerin
- Berg, Klaus (1912–2001), deutscher evangelischer Pfarrer und Lieddichter
- Berg, Klaus (* 1937), deutscher Jurist, Intendant des Hessischen Rundfunks
- Berg, Kristina (* 1979), dänische Judoka

### Berg, L
- Berg, Lan Marie Nguyen (* 1987), norwegische Politikerin
- Berg, Lars Patrick (* 1966), deutscher Politiker (Bündnis Deutschland, LKR, AfD), MdL, MdEPLars Patrick Berg (* 1966)

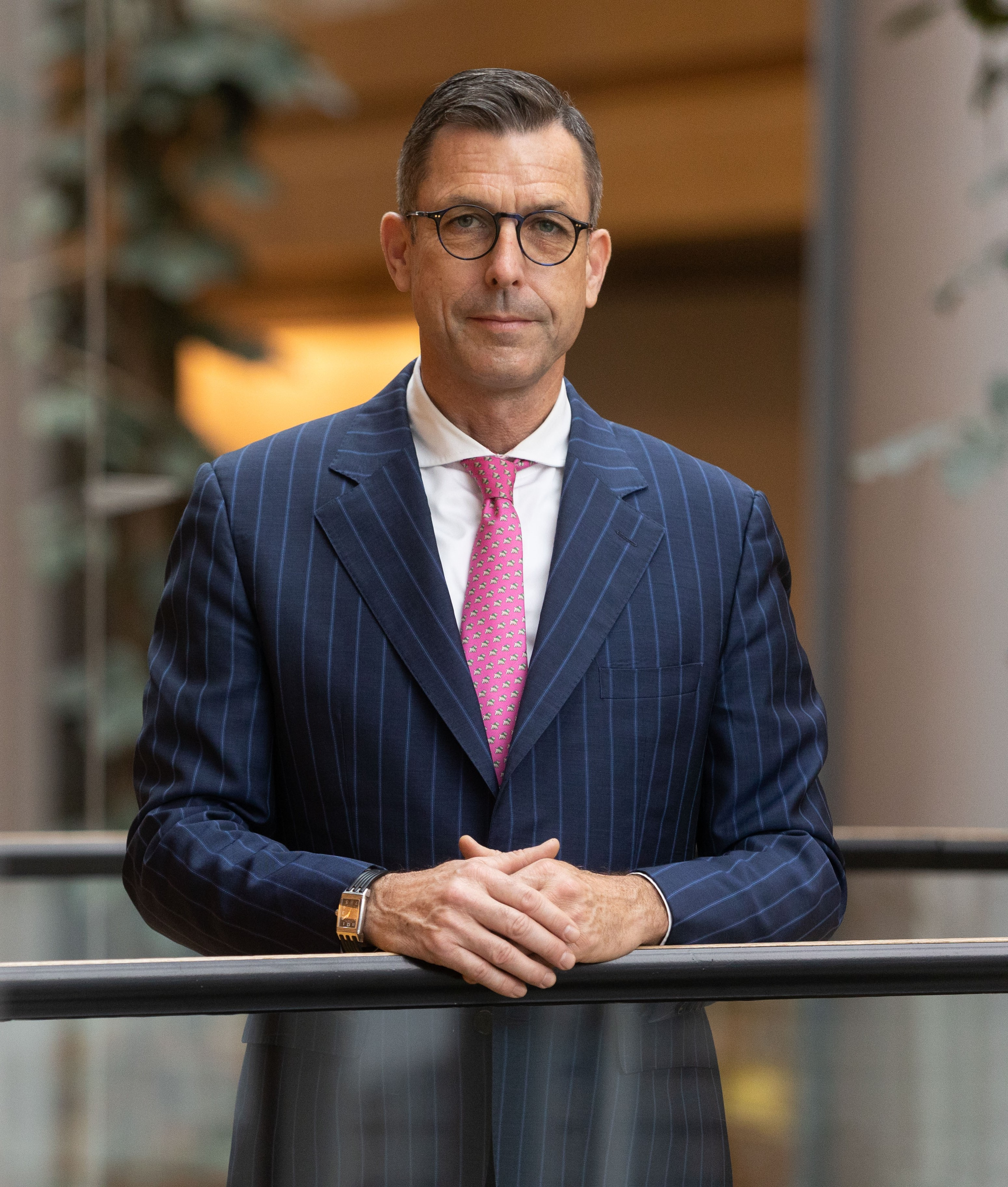
Lars Patrick Berg (* 1966)

- Berg, Lars van den (* 1998), niederländischer Radrennfahrer
- Berg, Laura (* 1975), US-amerikanische Softballspielerin
- Berg, Lena Sabine (* 1964), deutsche Schauspielerin
- Berg, Levander (* 1963), deutscher Autor
- Berg, Levi (* 2008), Fußballspieler von Guam
- Berg, Lew Semjonowitsch (1876–1950), sowjetischer Zoologe und Geograph
- Berg, Lindsey (* 1980), US-amerikanische Volleyballspielerin
- Berg, Lisa (1978–2017), luxemburgische Cellistin und Komponistin
- Berg, Lothar (1930–2015), deutscher Mathematiker und Hochschullehrer
- Berg, Lothar (* 1951), deutscher Autor
- Berg, Luca (* 1993), deutsche Snowboarderin
- Berg, Luciano van den (1984–2005), niederländischer Fußballspieler
- Berg, Ludwig (1909–1976), deutscher katholischer Sozialethiker und Hochschullehrer
- Berg, Ludwig Friedrich Karl (1874–1939), deutscher katholischer Geistlicher

### Berg, M
- Berg, Magnus (1666–1739), norwegischer Maler und Elfenbeinschnitzer
- Berg, Maimu (* 1945), estnische Essayistin, Schriftstellerin und Übersetzerin
- Berg, Mandy (* 1997), deutsche Kickboxerin
- Berg, Mandy van den (* 1990), niederländische Fußballspielerin
- Berg, Manfred (* 1959), deutscher Historiker und Autor
- Berg, Marco van den (* 1965), niederländischer Basketballtrainer
- Berg, Marcus (* 1986), schwedischer FußballspielerMarcus Berg (* 1986)

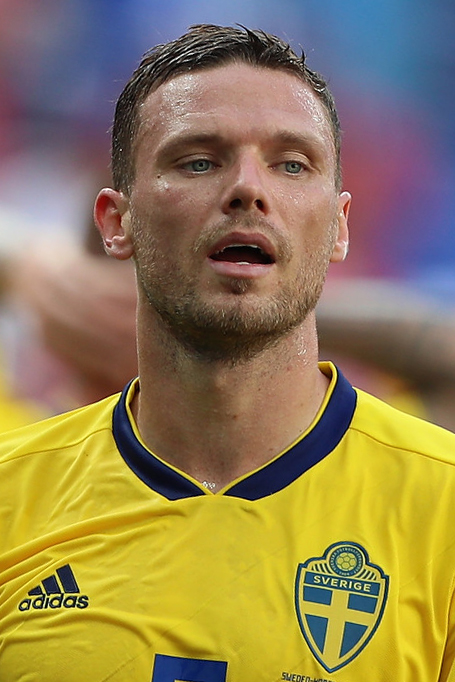
Marcus Berg (* 1986)

- Berg, Marianne (* 1954), schwedische Politikerin (Vänsterpartiet), Mitglied des Riksdag
- Berg, Marie (1840–1920), deutsche Theaterschauspielerin und Sängerin
- Berg, Marijn van den (* 1999), niederländischer Radrennfahrer
- Berg, Marina, schwedische Diplomatin
- Berg, Marquard II. vom (1528–1591), Bischof von Augsburg
- Berg, Marten van den (* 1961), niederländischer Diplomat
- Berg, Martin (1905–1969), deutscher Offizier, zuletzt Generalmajor der Wehrmacht
- Berg, Mary, kanadische Fernsehköchin
- Berg, Mary (1924–2013), Überlebende des Warschauer Ghettos
- Berg, Matraca (* 1964), US-amerikanische Country-Sängerin
- Berg, Matthias (* 1961), deutscher Jurist, Hornist und Behinderten-Sportler
- Berg, Matthias (* 1974), deutscher Historiker
- Berg, Matthias van den (* 1967), deutscher Theater- und Filmschauspieler sowie Theaterregisseur
- Berg, Max (1870–1947), deutscher Architekt und BaubeamterMax Berg (1870–1947)

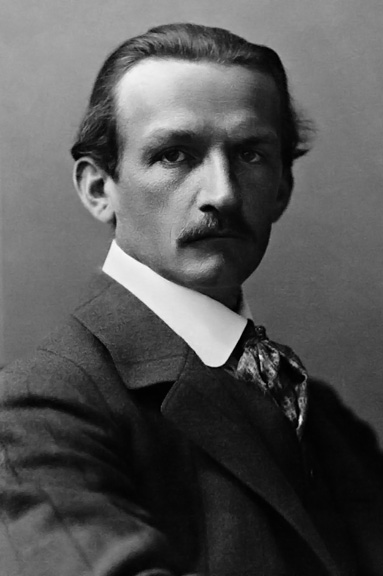
Max Berg (1870–1947)

- Berg, Max van den (* 1946), niederländischer Politiker (PvdA), MdEP
- Berg, Melitta (* 1939), deutsche Schlagersängerin
- Berg, Michael (1938–2019), deutscher Cellist, Dirigent, Musikpädagoge und Musikwissenschaftler
- Berg, Michael (* 1942), deutscher Psychologe
- Berg, Mitchell (* 2007), US-amerikanischer Schauspieler
- Berg, Moe (1902–1972), US-amerikanischer Baseballspieler und SpionMoe Berg (1902–1972)

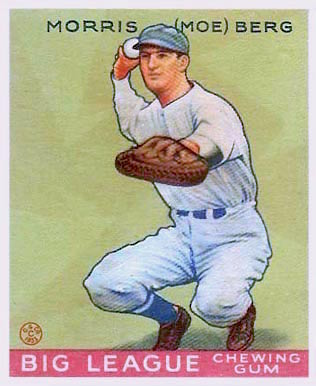
Moe Berg (1902–1972)

- Berg, Mogens (* 1944), dänischer Fußballspieler
- Berg, Monika (* 1942), deutsche Filmschauspielerin
- Berg, Moritz (* 1964), deutscher Komiker und Filmschauspieler
- Berg, Moritz (* 2003), deutscher Fußballspieler

### Berg, N
- Berg, Natanael (1879–1957), schwedischer Komponist
- Berg, Natascha (* 1980), deutsches Fotomodell, Fernsehmoderatorin und Schönheitskönigin (2000)
- Berg, Natasha Illum (* 1971), dänisch-schwedische Schriftstellerin
- Berg, Nicholas (1978–2004), US-amerikanischer Geschäftsmann, wurde im dritten Golfkrieg im Irak enthauptet
- Berg, Nick van den (* 1980), niederländischer Poolbillardspieler
- Berg, Nicola (* 1969), deutsche Wirtschaftswissenschaftlerin und Hochschullehrerin
- Berg, Nicolas (* 1967), deutscher Kulturhistoriker
- Berg, Nils (* 1977), schwedischer Jazzmusiker (Saxophon, Bassklarinette, Komposition)

### Berg, O
- Berg, O. C. (1849–1905), US-amerikanischer Geschäftsmann, Unternehmer und Politiker (Republikanische Partei)
- Berg, Odd (1923–2021), norwegischer Radrennfahrer
- Berg, Ole (1890–1968), norwegischer General
- Berg, Otto (1861–1944), deutscher Maler
- Berg, Otto (1874–1939), deutscher Chemiker
- Berg, Otto (1906–1991), norwegischer Weitspringer
- Berg, Otto Karl (1815–1866), deutscher Botaniker und Pharmakognost
- Berg, Øyvind (* 1971), norwegischer Skispringer

### Berg, P
- Berg, Patrick (* 1997), norwegischer Fußballspieler
- Berg, Patrik (* 1985), deutscher DJ und Musikproduzent
- Berg, Patty (1918–2006), amerikanische Golferin
- Berg, Paul (1926–2023), US-amerikanischer Biochemiker und Molekularbiologe und Träger des Chemienobelpreises (1980)
- Berg, Paul (* 1991), deutscher Snowboarder
- Berg, Per Gustaf (1805–1889), schwedischer Verleger
- Berg, Peter (* 1955), deutscher Fußballspieler
- Berg, Peter (* 1957), deutscher Autor und Gartendesigner
- Berg, Peter (* 1964), US-amerikanischer Schauspieler und FilmregisseurPeter Berg (* 1964)

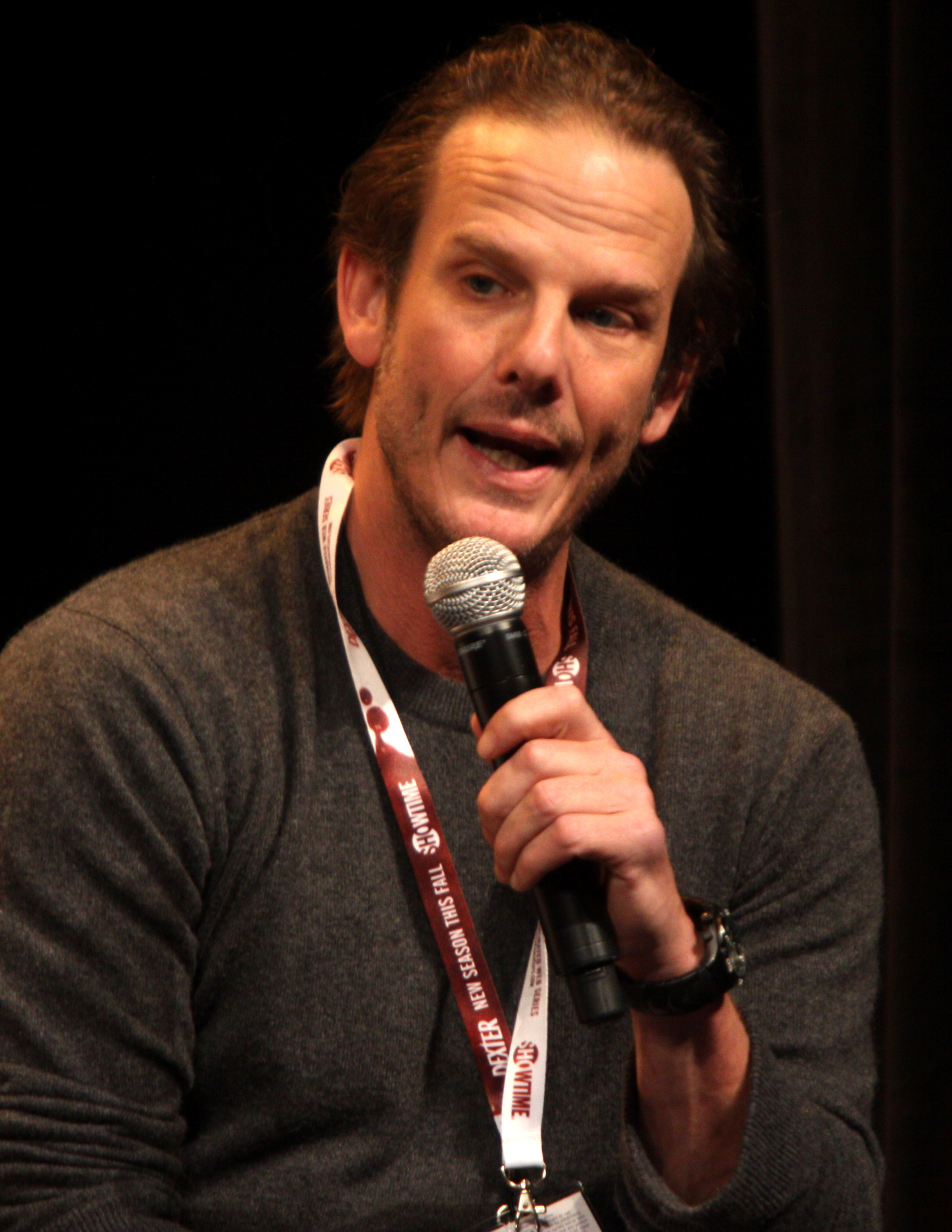
Peter Berg (* 1964)

- Berg, Peter van den (* 1971), niederländischer Fußballspieler und Trainer
- Berg, Petra (* 1964), deutsche Juristin und Politikerin (SPD), MdL
- Berg, Philip (1929–2013), US-amerikanischer Gründer und Leiter des Kabbalah Centres, Kabbalist, Autor
- Berg, Philipp von (1815–1866), deutscher römisch-katholischer Priester und Politiker; Abgeordneter der preußischen Nationalversammlung
- Berg, Philippe (1939–2013), belgischer Diplomat

### Berg, Q
- Berg, Quirin (* 1978), deutscher FilmproduzentQuirin Berg (* 1978)

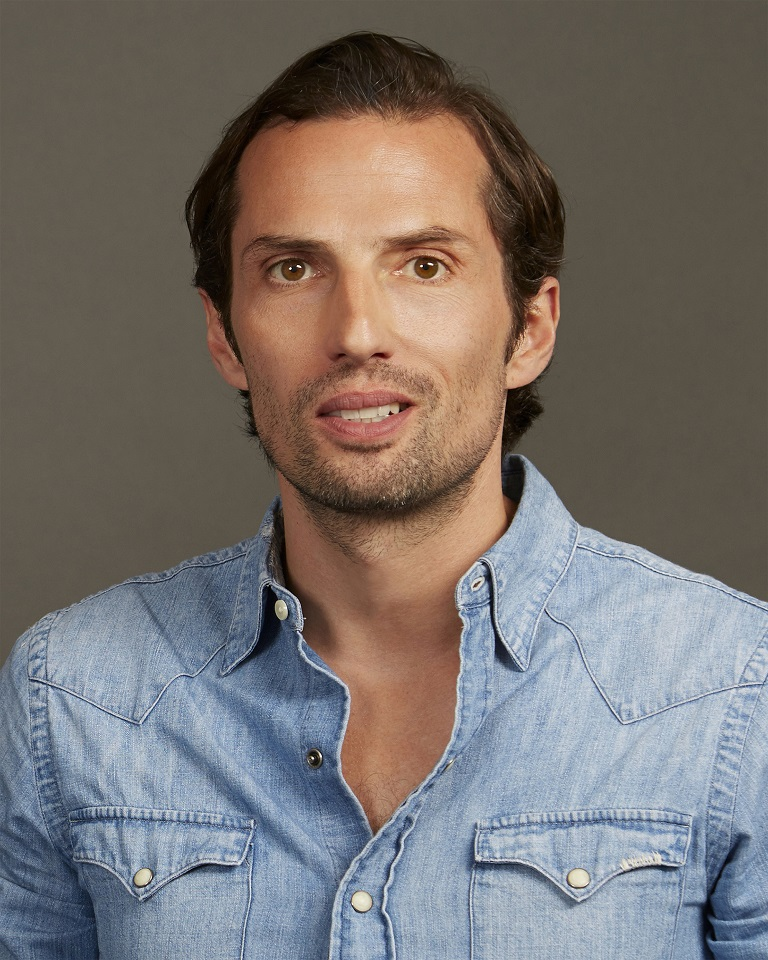
Quirin Berg (* 1978)

### Berg, R
- Berg, Ragnar (1873–1956), schwedischer Chemiker und Ernährungswissenschaftler
- Berg, Rainer (* 1952), deutscher Filmhistoriker, Regisseur und Drehbuchautor
- Berg, Rainer (* 1965), deutscher Fußballtorhüter und Torwarttrainer
- Berg, Raissa Lwowna (1913–2006), sowjetisch-US-amerikanisch-französische Genetikerin und Hochschullehrerin
- Berg, Rav van den (* 2004), niederländischer Fußballspieler
- Berg, Rick (* 1959), US-amerikanischer Politiker
- Berg, Rikke (* 1986), dänische Judoka
- Berg, Rolf (* 1957), deutscher Schauspieler, Regisseur und Synchronsprecher
- Berg, Rolf Åge (* 1957), norwegischer Skispringer und Trainer
- Berg, Romanus (1894–1978), deutscher Arbeiter und Politiker (KPD), MdR
- Berg, Rouven Oliver (* 1999), deutscher Leichtgewichts-Ruderer
- Berg, Roy van den (* 1988), niederländischer Bahnradsportler
- Berg, Rudolf (1881–1955), deutscher Industrieller
- Berg, Rudolf van den (1949–2025), niederländischer Filmregisseur und Drehbuchautor
- Berg, Rudolph (1823–1883), deutscher Wasser- und Eisenbahnbauingenieur, kommunaler Baubeamter

### Berg, S
- Berg, Sabine (* 1958), deutsche Schauspielerin
- Berg, Sabine (* 1990), deutsche Speedskaterin
- Berg, Sally (1857–1924), deutscher Couturier
- Berg, Sara (* 2001), norwegische Handballspielerin
- Berg, Sarah (* 1980), deutsche Radiomoderatorin und Schauspielerin
- Berg, Schringo van den (* 1960), deutscher Unterhaltungskünstler und Drehbuchautor
- Berg, Sepp van den (* 2001), niederländischer Fußballspieler
- Berg, Shelly (* 1955), US-amerikanischer Jazzpianist, Arrangeur und Hochschullehrer
- Berg, Sibylle (* 1962), deutsch-schweizerische Schriftstellerin, Dramatikerin, Kolumnistin und Politikerin (Die PARTEI), MdEPSibylle Berg (* 1962)

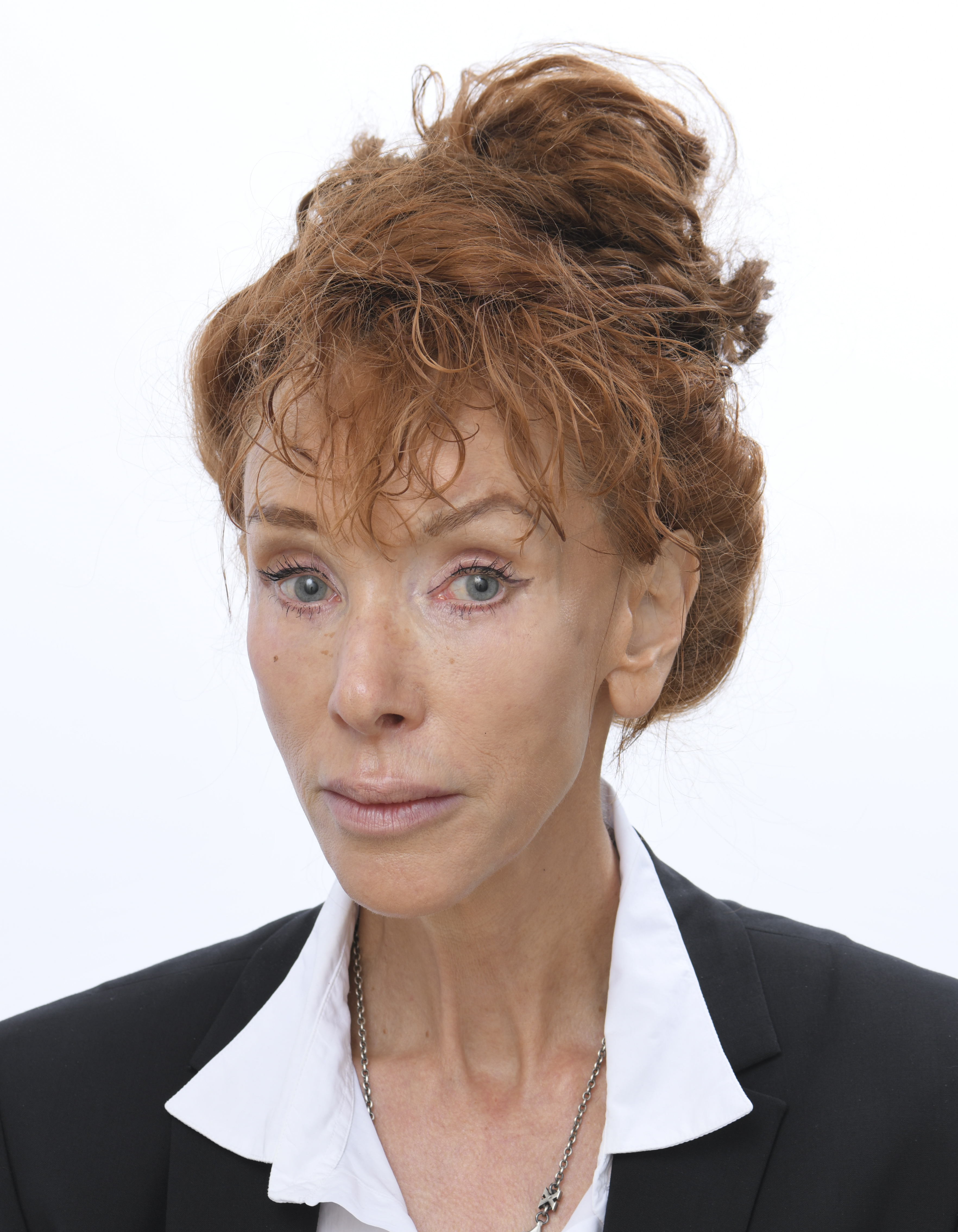
Sibylle Berg (* 1962)

- Berg, Sigurd (1868–1921), dänischer liberaler Politiker, Mitglied des Folketing und Innenminister
- Berg, Silke van den (* 1978), deutsche Fußballspielerin
- Berg, Simon (* 1973), deutscher Sänger (Bass) und Dirigent
- Berg, Simon van den (1812–1891), niederländischer Landschaftsmaler
- Berg, Sjef van den (* 1995), niederländischer Bogenschütze
- Berg, Søren (* 1976), dänischer Fußballspieler
- Berg, Stefanie (* 1965), deutsche Prähistorikerin
- Berg, Stefanie von (* 1964), deutsche Pädagogin und Politikerin (Grüne), MdHB
- Berg, Steffen (1921–2011), deutscher Rechtsmediziner
- Berg, Stephan (* 1959), deutscher Kunsthistoriker und Kurator
- Berg, Stephan van den (* 1962), niederländischer Windsurfer
- Berg, Stephen (* 1951), US-amerikanischer römisch-katholischer Geistlicher und Bischof von Pueblo
- Berg, Stina (1869–1930), schwedische Schauspielerin
- Berg, Susanne, dänische Badmintonspielerin
- Berg, Sylvester (* 1998), dänischer Basketballspieler

### Berg, T
- Berg, Tanja (* 1941), deutsche Schlager- und Jazz-SängerinTanja Berg (* 1941)

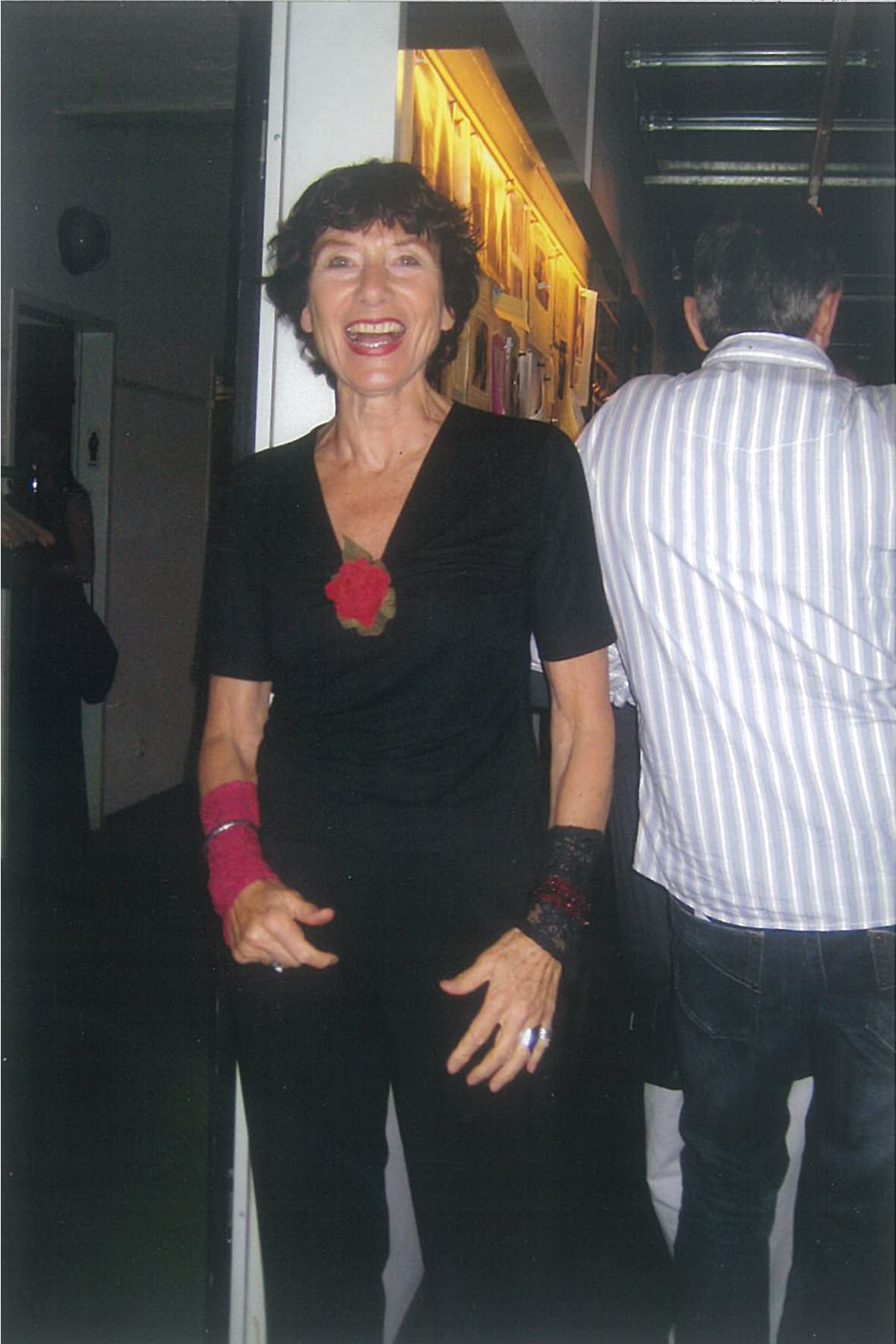
Tanja Berg (* 1941)

- Berg, Tanja, dänische Badmintonspielerin
- Berg, Thilo (* 1959), deutscher Schlagzeuger
- Berg, Thomas (* 1957), deutscher Anglist
- Berg, Tora Uppstrøm (* 1988), norwegische Handballspielerin

### Berg, U
- Berg, Ulrich van den (1949–2016), deutscher Fußballspieler
- Berg, Ute (* 1953), deutsche Politikerin (SPD)
- Berg, Uwe, deutscher Verleger

### Berg, V
- Berg, Vebjørn (* 1980), norwegischer Sportschütze
- Berg, Victoria Solli (* 2001), norwegische Handball- und Beachhandballspielerin
- Berg, Viktor (* 1977), kanadischer Squashspieler
- Berg, Vivild Falk (* 1998), norwegische Schauspielerin

### Berg, W
- Berg, Walter (1916–1949), deutscher Fußballspieler
- Berg, Walter Bruno (* 1943), deutscher Romanist
- Berg, Werner (1904–1981), deutscher MalerWerner Berg (1904–1981)

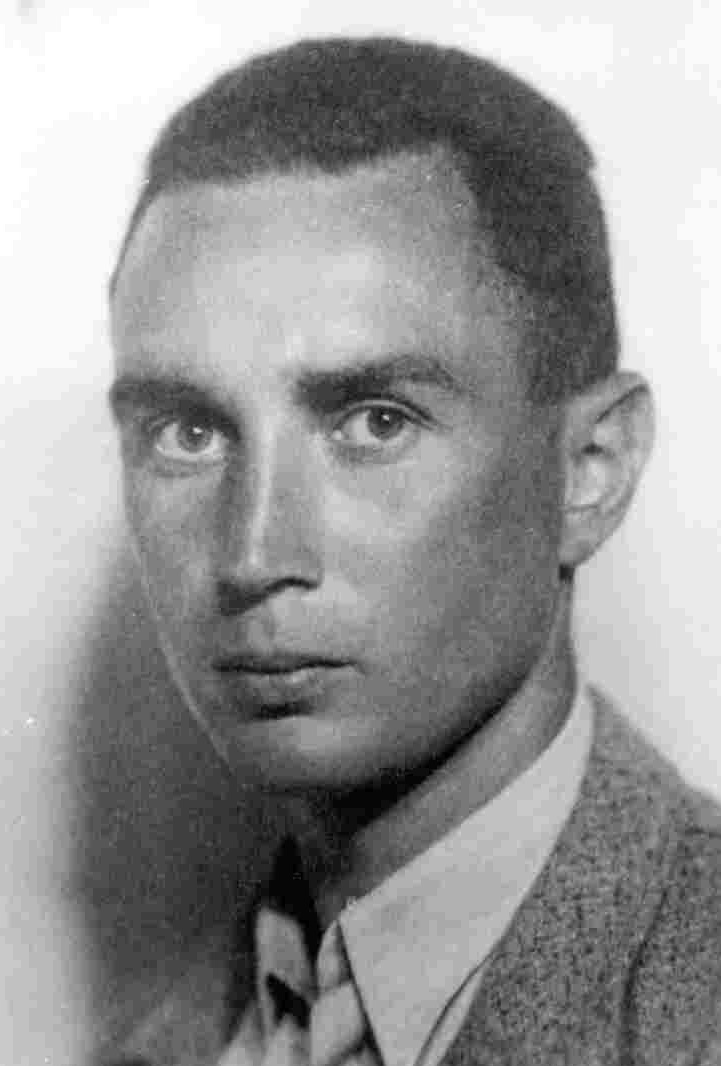
Werner Berg (1904–1981)

- Berg, Werner (* 1940), deutscher katholischer Alttestamentler
- Berg, Wilfried (* 1941), deutscher Staatsrechtslehrer an der Universität Bayreuth
- Berg, Wilhelm Ferdinand von (1794–1885), preußischer Generalleutnant
- Berg, Willy van den (1891–1914), deutscher Fußballspieler
- Berg, Wolf-Dietrich (1944–2004), deutscher Schauspieler und Synchronsprecher
- Berg, Wolfgang (1908–1984), deutsch-britisch-schweizerischer Physiker
- Berg, Wolfgang (* 1951), deutscher Fußballspieler

### Berg, Y
- Berg, Yehuda (* 1972), israelisch-US-amerikanischer Autor und Politiker

### Berg-

#### Berg-B
- Berg-Been, Teus van den (1926–2021), niederländische Bildhauerin
- Berg-Block, Birgit (* 1942), deutsche Künstlerin

#### Berg-E
- Berg-Ehlert, Max (1875–1953), deutscher Theaterschauspieler und -intendant

#### Berg-H
- Berg-Hansen, Lisbeth (* 1963), norwegische Politikerin (Ap), Mitglied des Storting

#### Berg-P
- Berg-Perscheln, Hermann von (1814–1880), preußischer Offizier, MdPrA und Landrat

#### Berg-S
- Berg-s’-Heerenberg, Maria Clara von (1635–1715), Fürstin von Hohenzollern-Sigmaringen
- Berg-Schlosser, Dirk (* 1943), deutscher Politikwissenschaftler und Hochschullehrer
- Berg-Schönfeld, Christian von (1715–1789), Erbherr auf Schönfeld sowie Eigentümer von Cleptow
- Berg-Schönfeld, Kurd von (1856–1923), deutscher Verwaltungsbeamter

#### Berg-V
- Berg-van der Vlis, Cornelia Johanna van den (1892–1944), niederländische Widerstandskämpferin im Zweiten Weltkrieg

#### Berg-W
- Berg-Winters, Albert (* 1943), deutscher Politiker (CDU)